# Az FC Barcelona 2019–2020-as szezonja
Az FC Barcelona 2019–2020-as szezonja sorozatban a 89., összességében pedig a 120. idénye volt a spanyol első osztályban. Az előző szezonban bajnokként jogot szerzett, hogy ebben az idényben a bajnokságon kívül a hazai kupasorozatban, a Copa del Rey-ben, valamint a Bajnokok Ligájában való indulásra. A szezon 2019. augusztus 16-án kezdődött és 2020. augusztus 14-én fejeződött be, amikor is történelmi vereséget szenvedve 8-2-re kikaptak a Bajnokok ligájában a német Bayern München csapatától.

## Mezek
Gyártó: Nike
mezszponzor: Rakuten
| Hazai | Vendég | Harmadik | Negyedik |

## Átigazolások
2019. évi nyári átigazolási időszak, 
 2020. évi téli átigazolási időszak

### Érkezők
| Mezszám | Poszt       | Nemzet   | Név               | Kor | Honnan          | Szerződés megnevezése                             | Átigazolási időszak                 | Szerződés vége | Átigazolás összege | Forrás        |
| ------- | ----------- | -------- | ----------------- | --- | --------------- | ------------------------------------------------- | ----------------------------------- | -------------- | ------------------ | ------------- |
|         | hátvéd      | spanyol  | Junior Firpo      | 22  | Betis           | átigazolás                                        | 2019. évi nyári átigazolási időszak | 2024           | 18+12 Millió €     | [ 1 ] [ 2 ]   |
| 17      | csatár      | francia  | Antoine Griezmann | 29  | Atlético Madrid | átigazolás                                        | 2019. évi nyári átigazolási időszak | 2023           | 120 Millió €       | [ 3 ] [ 4 ]   |
|         | hátvéd      | spanyol  | Marc Cucurella    | 20  | Eibar           | átigazolás                                        | 2019. évi nyári átigazolási időszak | 2024           | 4 Millió €         | [ 5 ] [ 6 ]   |
| 13      | kapus       | brazil   | Neto              | 29  | Valencia        | átigazolás                                        | 2019. évi nyári átigazolási időszak | 2023           | 26 Millió €        | [ 7 ] [ 8 ]   |
| 21      | középpályás | holland  | Frenkie de Jong   | 21  | Ajax            | átigazolás                                        | 2019. évi nyári átigazolási időszak | 2024           | 75 Millió €        | [ 9 ] [ 10 ]  |
|         | védő        | brazil   | Emerson           | 20  | Mineiro         | átigazolás                                        | 2019. évi nyári átigazolási időszak | 2024           | 12 Millió €        | [ 11 ] [ 12 ] |
|         | középpályás | holland  | Ludovit Reis      | 18  | Groningen       | átigazolás, egyelőre a FC Barcelona B csapatához. | 2019. évi nyári átigazolási időszak | ?              | 3,25 Millió €      | [ 13 ] [ 14 ] |
|         | kapus       | spanyol  | Adrián Ortolá     | 25  | Sivasspor       | kölcsönből vissza                                 | 2019. évi nyári átigazolási időszak | ?              |                    |               |
|         | védő        | brazil   | Douglas           | 28  | Sivasspor       | kölcsönből vissza                                 | 2019. évi nyári átigazolási időszak | 2019           |                    |               |
|         | középpályás | spanyol  | Denis Suárez      | 25  | Arsenal         | kölcsönből vissza                                 | 2019. évi nyári átigazolási időszak | 2020           |                    |               |
|         | középpályás | portugál | André Gomes       | 25  | Everton         | kölcsönből vissza                                 | 2019. évi nyári átigazolási időszak | 2021           |                    |               |

Összes kiadás:  255 Millió €

### Távozók
| Mezszám | Dátum              | Poszt       | Nemzet    | Név                  | Kor | Hová        | Ár                          | jegyzet |
| ------- | ------------------ | ----------- | --------- | -------------------- | --- | ----------- | --------------------------- | ------- |
| 17      |                    | hátvéd      | kolumbiai | Jeison Murillo       | 26  | Valencia    | kölcsönből vissza           |         |
| 21      | 2019.06.25.        | középpályás | portugál  | André Gomes          | 25  | Everton     | 22 M £ / 25 M €             | [ 15 ]  |
| —       | 2019.06.25.        | csatár      | spanyol   | Marc Cardona         | 23  | Osasuna     | 2,5 M €                     | [ 16 ]  |
| 13      | 2019.06.26.        | kapus       | holland   | Jasper Cillessen     | 30  | Valencia    | 35 M €                      | [ 17 ]  |
| —       | 2019.06.30.        | középpályás | spanyol   | Denis Suárez         | 25  | Celta Vigo  | 12.9 M €                    | [ 18 ]  |
| 19      | 2019.07.02         | középpályás | ghánai    | Kevin-Prince Boateng | 32  | Sassuolo    | kölcsönből vissza           | [ 19 ]  |
| 25      | 2019. július 27.   | hátvéd      | belga     | Thomas Vermaelen     | 34  | Vissel Kobe | lejárt a szerződése, ingyen | [ 20 ]  |
|         | 2019. július 27.   | hátvéd      | brazil    | Douglas              | 28  | Beşiktaş    | lejárt a szerződése, ingyen |         |
| 14      | 2019. augusztus 2. | csatár      | brazil    | Malcom               | 22  | Zenyit      | 40 M €                      | [ 21 ]  |

 Összes bevétel: 125,4 M €

### Kölcsönbe távozók
| Mezszám | Dátum               | Poszt  | Nemzet  | Név               | Kor | Hová           | Ár                 | jegyzet |
| ------- | ------------------- | ------ | ------- | ----------------- | --- | -------------- | ------------------ | ------- |
| —       | 2019. július 19.    | hátvéd | spanyol | Marc Cucurella    | 21  | Getafe         | kölcsönbe          | [ 22 ]  |
| 7       | 2019. augusztus 18. | csatár | brazil  | Philippe Coutinho | 27  | Bayern München | kölcsönbe, 8,5 M € | [ 23 ]  |

 Összes bevétel: 8,5 M €

## Előszezon

### Rakuten Kupa
A Barcelona a 2019-20-as idény kezdete előtt Japánban vesz részt a Rakuten Kupán. A torna keretein belül júliusban a Chelsea és a Vissel Kobe csapataival mérkőztek meg.
| 2019. július 23. Rakuten Kupa, 12:30 |

| Barcelona     | 1 – 2               | Chelsea                 |
| ------------- | ------------------- | ----------------------- |
| Rakitić 90+1' | (0 – 1) Jegyzőkönyv | 34' Abraham 81' Barkley |

| Szaitama Stadion 2002, Szaitama, Japán |

| Barcelona | Chelsea |

A mérkőzés statisztikái
| Barcelona | Teljes mérkőzés      | Chelsea |
| --------- | -------------------- | ------- |
| 56 (%)    | Labdabirtoklás       | 44 (%)  |
| 1         | Gól                  | 2       |
| 0         | Sárga lap            | 0       |
| 0         | Piros lap            | 0       |
| 1         | Szöglet              | 4       |
| 1         | Les                  | 4       |
| 14        | Lövés                | 15      |
| 8         | Kaput eltalált lövés | 5       |
| 681       | Összes passzok       | 540     |
| 92 (%)    | Passz hatékonyság    | 90 (%)  |
| 10        | Szabálytalanságok    | 12      |

| 2019. július 27. Rakuten Kupa, 11:00 |

| Vissel Kobe   | 0 – 2               | Barcelona           |
| ------------- | ------------------- | ------------------- |
| Jamagucsi 37' | (0 – 0) Jegyzőkönyv | 59' Pérez 86' Pérez |

| Noevir Stadium Kobe, Kóbe, Japán |

| V. Kobe | Barcelona |

A mérkőzés statisztikái
| Vissel Kobe | Teljes mérkőzés      | Barcelona |
| ----------- | -------------------- | --------- |
| 36 (%)      | Labdabirtoklás       | 64 (%)    |
| 0           | Gól                  | 2         |
| 1           | Sárga lap            | 0         |
| 0           | Piros lap            | 0         |
| 5           | Szöglet              | 9         |
| 4           | Les                  | 1         |
| 6           | Lövés                | 21        |
| 1           | Kaput eltalált lövés | 6         |
| 457         | Összes passzok       | 830       |
| 82 (%)      | Passz hatékonyság    | 90 (%)    |
| 12          | Szabálytalanságok    | 10        |

### Joan Gamper-kupa
| 2019. augusztus 4. Joan Gamper-kupa, 20:00 |

| Barcelona                                                          | 2 – 1               | Arsenal                              |
| ------------------------------------------------------------------ | ------------------- | ------------------------------------ |
| Maitland-Niles 69' Suárez 90' Jordi Alba 23' Wagué 67' Lenglet 74' | (0 – 1) Jegyzőkönyv | 36' Aubameyang 74' Papasztathópulosz |

| Camp Nou, Barcelona, Spanyolország Nézőszám: 98 812 Játékvezető: Juan Martínez Munuera (spanyol) |

| Barcelona | Arsenal |

A mérkőzés statisztikái
| Barcelona | Teljes mérkőzés      | Arsenal |
| --------- | -------------------- | ------- |
| 55 (%)    | Labdabirtoklás       | 45 (%)  |
| 2         | Gól                  | 1       |
| 3         | Sárga lap            | 2       |
| 0         | Piros lap            | 0       |
| 5         | Szöglet              | 5       |
| 1         | Les                  | 1       |
| 15        | Lövés                | 7       |
| 5         | Kaput eltalált lövés | 1       |
| 612       | Összes passzok       | 510     |
|           | Sikeres passzok      |         |
| 92 (%)    | Passz hatékonyság    | 88 (%)  |
| 16        | Szabálytalanságok    | 12      |

### La Liga-Serie A kupa
| 2019. augusztus 7. La Liga-Serie A kupa |

| Barcelona                                     | 2 – 1               | Napoli                      |
| --------------------------------------------- | ------------------- | --------------------------- |
| Busquets 38' Rakitić 79' Wagué 47' Junior 77' | (1 – 1) Jegyzőkönyv | 42'Umtiti 70'Milik 82'Hysaj |

| Hard Rock stadion, Miami, Egyesült Államok Nézőszám: 57 062 Játékvezető: Ted Unkel (amerikai) |

| Barcelona | Napoli |

A mérkőzés statisztikái
| Barcelona | Teljes mérkőzés      | Napoli |
| --------- | -------------------- | ------ |
| 53 (%)    | Labdabirtoklás       | 47 (%) |
| 2         | Gól                  | 1      |
| 2         | sárga lap            | 2      |
| 0         | piros lap            | 0      |
| 4         | Szöglet              | 4      |
| 2         | Les                  | 4      |
| 24        | Lövés                | 18     |
| 7         | Kaput eltalált lövés | 7      |
| 506       | Összes passzok       | 457    |
|           | Sikeres passzok      |        |
| 91 (%)    | Passz hatékonyság    | 89 (%) |
| 10        | Szabálytalanságok    | 10     |

| 2019. augusztus 10. 17:00, La Liga-Serie A kupa |

| Napoli        | 0 – 4               | Barcelona                                                  |
| ------------- | ------------------- | ---------------------------------------------------------- |
| Mário Rui 73' | (0 – 1) Jegyzőkönyv | 48' Suárez 56' Griezmann 58' Suárez 63' Dembélé 53' Semedo |

| Michigan stadion, Ann Arbor, Egyesült Államok Nézőszám: 60 043 Játékvezető: Rubiel Vazquez (amerikai) |

| Napoli | Barcelona |

A mérkőzés statisztikái
| Napoli | Teljes mérkőzés      | Barcelona |
| ------ | -------------------- | --------- |
| 59 (%) | Labdabirtoklás       | 41 (%)    |
| 0      | Gól                  | 4         |
| 1      | Sárga lap            | 1         |
| 0      | Piros lap            | 0         |
| 6      | Szöglet              | 2         |
| 2      | Les                  | 2         |
| 7      | Lövés                | 15        |
| 0      | Kaput eltalált lövés | 9         |
| 456    | Összes passzok       | 654       |
| 84 (%) | Passz hatékonyság    | 91 (%)    |
| 10     | Szabálytalanságok    | 15        |

## La Liga

### Augusztus
| 2019. augusztus 16. 21:00, (tv:Spíler2 TV) |

| Athletic Bilbao | 1 – 0               | Barcelona |
| --------------- | ------------------- | --------- |
| Aduriz 89'      | (0 – 0) Jegyzőkönyv |           |

| San Mamés, Bilbao Nézőszám: 47 693 Játékvezető: Carlos del Cerro Grande (spanyo) |

| A. Bilbao | Barcelona |

A mérkőzés statisztikái
| Athletic Bilbao | Teljes mérkőzés      | Barcelona |
| --------------- | -------------------- | --------- |
| 27 (%)          | Labdabirtoklás       | 73 (%)    |
| 1               | Gól                  | 0         |
| 1               | Sárga lap            | 1         |
| 0               | Piros lap            | 0         |
| 3               | Szöglet              | 8         |
| 2               | Les                  | 1         |
| 11              | Lövés                | 11        |
| 5               | Kaput eltalált lövés | 2         |
| 255             | Összes passzok       | 673       |
| 70 (%)          | Passz hatékonyság    | 85 (%)    |
| 14              | Szabálytalanságok    | 9         |

| 2019. augusztus 25. 21:00 |

| Barcelona                                                | 5 – 2               | Real Betis          |
| -------------------------------------------------------- | ------------------- | ------------------- |
| Griezmann 41' Griezmann 50' Pérez 56' Alba 60' Vidal 77' | (1 – 1) Jegyzőkönyv | 15' Fekir 79' Loren |

| Camp Nou, Barcelona Nézőszám: 79 159 Játékvezető: Jose Gonzalez Gonzalez (spanyol) |

| Barcelona | Betis |

A mérkőzés statisztikái
| Barcelona | Teljes mérkőzés      | Real Betis |
| --------- | -------------------- | ---------- |
| 71 (%)    | Labdabirtoklás       | 29 (%)     |
| 5         | Gól                  | 2          |
| 1         | Sárga lap            | 1          |
| 0         | Piros lap            | 0          |
| 11        | Szöglet              | 0          |
| 4         | Les                  | 2          |
| 20        | Lövés                | 4          |
| 7         | Kaput eltalált lövés | 3          |
| 787       | Összes passzok       | 330        |
| 91 (%)    | Passz hatékonyság    | 78 (%)     |
| 14        | Szabálytalanságok    | 12         |

| 2019. augusztus 31. 17:00 |

| Osasuna                         | 2 – 2               | Barcelona           |
| ------------------------------- | ------------------- | ------------------- |
| Torres 7' Torres 81' (11-esből) | (1 – 0) Jegyzőkönyv | 51' Fati 64' Arthur |

| El Sadar, Pamplona Nézőszám: 16 742 Játékvezető: Juan Martínez Munuera (spanyol) |

| Osasuna | Barcelona |

A mérkőzés statisztikái
| Osasuna | Teljes mérkőzés      | Barcelona |
| ------- | -------------------- | --------- |
| 24 (%)  | Labdabirtoklás       | 76 (%)    |
| 2       | Gól                  | 2         |
| 3       | Sárga lap            | 4         |
| 0       | Piros lap            | 0         |
| 3       | Szöglet              | 2         |
| 0       | Les                  | 1         |
| 15      | Lövés                | 8         |
| 5       | Kaput eltalált lövés | 4         |
| 240     | Összes passzok       | 732       |
| 63 (%)  | Passz hatékonyság    | 87 (%)    |
| 16      | Szabálytalanságok    | 9         |

### Szeptember
| 2019. szeptember 14. 21:00 (CEST) |

| Barcelona                                                  | 5 – 2               | Valencia                |
| ---------------------------------------------------------- | ------------------- | ----------------------- |
| Ansu Fati 2' F. de Jong 7' Piqué 51' Suárez 61' Suárez 82' | (2 – 1) Jegyzőkönyv | 27' Gameiro 90+2' Gómez |

| Camp Nou, Barcelona Nézőszám: 81 617 Játékvezető: José María Sánchez Martínez (spanyol) |

| Barcelona | Valencia |

A mérkőzés statisztikái
| Barcelona | Teljes mérkőzés      | Valencia |
| --------- | -------------------- | -------- |
| 65 (%)    | Labdabirtoklás       | 35 (%)   |
| 5         | Gól                  | 2        |
| 1         | Sárga lap            | 4        |
| 0         | Piros lap            | 0        |
| 2         | Szöglet              | 5        |
| 0         | Les                  | 0        |
| 17        | Lövés                | 9        |
| 10        | Kaput eltalált lövés | 3        |
| 769       | Összes passzok       | 414      |
| 91 (%)    | Passz hatékonyság    | 85 (%)   |
| 11        | Szabálytalanságok    | 11       |

| 2019. szeptember 21. 21:00 |

| Granada                         | 2 – 0               | Barcelona |
| ------------------------------- | ------------------- | --------- |
| Azeez 2' Vadillo 66' (11-esből) | (1 – 0) Jegyzőkönyv |           |

| Nuevo Los Cármenes, Granada Nézőszám: 18 880 Játékvezető: Guillermo Cuadra Fernández (spanyol) |

| Granada | Barcelona |

A mérkőzés statisztikái
| Granada | Teljes mérkőzés      | Barcelona |
| ------- | -------------------- | --------- |
| 26 (%)  | Labdabirtoklás       | 74 (%)    |
| 2       | Gól                  | 0         |
| 3       | Sárga lap            | 2         |
| 0       | Piros lap            | 0         |
| 4       | Szöglet              | 5         |
| 1       | Les                  | 1         |
| 9       | Lövés                | 8         |
| 4       | Kaput eltalált lövés | 1         |
| 229     | Összes passzok       | 657       |
| 65 (%)  | Passz hatékonyság    | 88 (%)    |
| 22      | Szabálytalanságok    | 12        |

| 2019. szeptember 24. 21:00, (tv:Spíler2 TV) |

| Barcelona               | 2 – 1               | Villarreal  |
| ----------------------- | ------------------- | ----------- |
| Griezmann 6' Arthur 15' | (2 – 1) Jegyzőkönyv | 44' Cazorla |

| Camp Nou, Barcelona Nézőszám: 70 316 Játékvezető: Ricardo De Burgos Bengoetxea (spanyol) |

| Barcelona | Villarreal |

A mérkőzés statisztikái
| Barcelona | Teljes mérkőzés      | Villarreal |
| --------- | -------------------- | ---------- |
| 58 (%)    | Labdabirtoklás       | 42 (%)     |
| 2         | Gól                  | 1          |
| 4         | Sárga lap            | 2          |
| 0         | Piros lap            | 0          |
| 6         | Szöglet              | 5          |
| 4         | Les                  | 3          |
| 8         | Lövés                | 11         |
| 4         | Kaput eltalált lövés | 3          |
| 638       | Összes passzok       | 473        |
| 87 (%)    | Passz hatékonyság    | 83 (%)     |
| 4         | Szabálytalanságok    | 13         |

| 2019. szeptember 28. 16:00 (CEST, UTC+02:00 |

| Getafe | 0–2               | Barcelona                |
| ------ | ----------------- | ------------------------ |
|        | (0–1) Jegyzőkönyv | L. Suárez 41' Junior 49' |

| Alfonso Pérez, Getafe Nézőszám: 15 135 Játékvezető: Jesús Gil Manzano (spanyol) |

| Getafe | Barcelona |

A mérkőzés statisztikái
| Getafe   | Teljes mérkőzés      | Barcelona |
| -------- | -------------------- | --------- |
| 38,5 (%) | Labdabirtoklás       | 61,5 (%)  |
| 0        | Gól                  | 2         |
| 4        | Sárga lap            | 2         |
| 0        | Piros lap            | 1         |
| 4        | Szöglet              | 1         |
| 3        | Les                  | 3         |
| 9        | Lövés                | 10        |
| 1        | Kaput eltalált lövés | 6         |
| 287      | Összes passzok       | 468       |
| 66,9 (%) | Passz hatékonyság    | 79,9 (%)  |
| 23       | Szabálytalanságok    | 17        |

### Október
| 2019. október 6. 21:00 (CEST, UTC+02:00) |

| Barcelona                                              | 4–0               | Sevilla |
| ------------------------------------------------------ | ----------------- | ------- |
| L. Suárez 27' A. Vidal 32' O. Dembélé 35' L. Messi 78' | (3–0) Jegyzőkönyv |         |

| Camp Nou, Barcelona Nézőszám: 81 331 Játékvezető: Antonio Mateu Lahoz (spanyol) |

| Barcelona | Sevilla |

A mérkőzés statisztikái
| Barcelona | Teljes mérkőzés      | Sevilla  |
| --------- | -------------------- | -------- |
| 55,9 (%)  | Labdabirtoklás       | 44,1 (%) |
| 4         | Gól                  | 0        |
| 5         | Sárga lap            | 3        |
| 2         | Piros lap            | 0        |
| 7         | Szöglet              | 10       |
| 3         | Les                  | 2        |
| 15        | Lövés                | 16       |
| 8         | Kaput eltalált lövés | 4        |
| 561       | Összes passzok       | 414      |
| 89,1 (%)  | Passz hatékonyság    | 84,1 (%) |
| 23        | Szabálytalanságok    | 17       |

| 2019. október 19. 13:00 (CEST, UTC+02:00) |

| Eibar | 0–3               | Barcelona                                   |
| ----- | ----------------- | ------------------------------------------- |
|       | (0–1) Jegyzőkönyv | A. Griezmann 13' L. Messi 58' L. Suárez 66' |

| Ipurua, Eibar Nézőszám: 7 295 Játékvezető: Mario Melero López (spanyol) |

| 2019. október 29. 21:15 (CET, UTC+01:00) |

| Barcelona                                             | 5–1               | Valladolid |
| ----------------------------------------------------- | ----------------- | ---------- |
| C. Lenglet 2' L. Messi 34' L. Messi 75' L. Suárez 77' | (3–1) Jegyzőkönyv | Kiko 15'   |

| Camp Nou, Barcelona Nézőszám: 59 896 Játékvezető: Javier Alberola Rojas (spanyol) |

### November
| 2019. november 2. (CET, UTC+01:00) |

| Levante                            | 3–1               | Barcelona               |
| ---------------------------------- | ----------------- | ----------------------- |
| Campaña 61' Mayoral 63' Radoja 68' | (0–1) Jegyzőkönyv | L. Messi 38' (11-esből) |

| Ciutat de València, Valencia Nézőszám: 23 341 Játékvezető: Alejandro Hernández Hernández (spanyol) |

| 2019. november 9. 21:00 (CET, UTC+01:00) |

| Barcelona                                         | 4–1               | Celta Vigo |
| ------------------------------------------------- | ----------------- | ---------- |
| L. Messi 23' (11-esből) 45+1' 48' S. Busquets 85' | (2–1) Jegyzőkönyv | Olaza 42'  |

| Camp Nou, Barcelona Nézőszám: 71 209 Játékvezető: Guillermo Cuadra Fernández (spanyol) |

| 2019. november 23. 13:00 (CET, UTC+01:00) |

| Leganés        | 1–2               | Barcelona                  |
| -------------- | ----------------- | -------------------------- |
| En-Nesziri 12' | (1–1) Jegyzőkönyv | L. Suárez 53' A. Vidal 79' |

| Butarque, Leganés Nézőszám: 9 465 Játékvezető: Santiago Jaime Latre (spanyol) |

### December
| 2019. december 1. 21:00 (CET, UTC+01:00) |

| Atlético Madrid | 0–1               | Barcelona    |
| --------------- | ----------------- | ------------ |
|                 | (0–0) Jegyzőkönyv | L. Messi 86' |

| Wanda Metropolitano, Madrid Nézőszám: 64 226 Játékvezető: Antonio Mateu Lahoz (spanyol) |

| 2019. december 8. 21:00 (CET, UTC+01:00) |

| Barcelona                                       | 5–2               | Mallorca        |
| ----------------------------------------------- | ----------------- | --------------- |
| Griezmann 7' L. Messi 17' 41' 83' L. Suárez 43' | (4–1) Jegyzőkönyv | Budimir 35' 64' |

| Camp Nou, Barcelona Nézőszám: 71 072 Játékvezető: José Luis Munuera Montero (spanyol) |

| 2019. december 14. 16:00 (CET, UTC+01:00) |

| Sociedad                          | 2–2               | Barcelona                   |
| --------------------------------- | ----------------- | --------------------------- |
| Oyarzabal 12' (11-esből) Isak 62' | (1–1) Jegyzőkönyv | Griezmann 38' L. Suárez 49' |

| Anoeta, San Sebastián Nézőszám: 36 639 Játékvezető: Javier Alberola Rojas (spanyol) |

| 2019. december 18. 20:00 (CET, UTC+01:00, elhalasztott mérkőzés, El Clásico) |

| Barcelona | 0–0             | Real Madrid |
| --------- | --------------- | ----------- |
|           | (–) Jegyzőkönyv |             |

| Camp Nou, Barcelona Nézőszám: 93 426 Játékvezető: Alejandro Hernández Hernández (spanyol) |

| Barcelona | Real Madrid |

A mérkőzés statisztikái
| Barcelona | Teljes mérkőzés      | Real Madrid |
| --------- | -------------------- | ----------- |
| 54 (%)    | Labdabirtoklás       | 46 (%)      |
| 0         | Gól                  | 0           |
| 3         | Sárga lap            | 5           |
| 0         | Piros lap            | 0           |
| 2         | Szöglet              | 6           |
| 1         | Les                  | 2           |
| 9         | Lövés                | 17          |
| 1         | Kaput eltalált lövés | 4           |
| 586       | Összes passzok       | 517         |
| 87.4 (%)  | Passz hatékonyság    | 88 (%)      |
| 5         | Szabálytalanságok    | 17          |

| 2019. december 22. 16:00 (CET, UTC+01:00) |

| Barcelona                                                  | 4–1               | Alavés   |
| ---------------------------------------------------------- | ----------------- | -------- |
| Griezmann 14' A. Vidal 45' L. Messi 69' L. Suárez 75' (15) | (2–0) Jegyzőkönyv | Pons 56' |

| Camp Nou, Barcelona Nézőszám: 63 054 Játékvezető: Mario Melero López (spanyol) |

### Január
| 2020. január 4. 21:00 (CET, UTC+01:00) |

| Espanyol                | 2–2               | Barcelona                  |
| ----------------------- | ----------------- | -------------------------- |
| D. López 23' Vu Lej 88' | (1–0) Jegyzőkönyv | L. Suárez 50' A. Vidal 59' |

| RCDE Stadion, Barcelona Nézőszám: 33 562 Játékvezető: Carlos del Cerro Grande (spanyol) |

| 2020. január 19. 21:00 (CET, UTC+01:00) |

| Barcelona    | 1–0               | Granada |
| ------------ | ----------------- | ------- |
| L. Messi 76' | (0–0) Jegyzőkönyv |         |

| Camp Nou, Barcelona Nézőszám: 65 444 Játékvezető: Valentín Pizarro Gómez (spanyol) |

| 2019. január 26. 16:00 (CET, UTC+01:00) |

| Valencia         | 2–0               | Barcelona |
| ---------------- | ----------------- | --------- |
| M. Gómez 48' 77' | (0–0) Jegyzőkönyv |           |

| Mestalla, Valencia Nézőszám: 45 882 Játékvezető: Jesús Gil Manzano (spanyol) |

### Február
| 2020. február 2. 21:00 (CET, UTC+01:00) |

| Barcelona    | 2–1               | Levante       |
| ------------ | ----------------- | ------------- |
| Fati 30' 31' | (2–0) Jegyzőkönyv | Rochina 90+2' |

| Camp Nou, Barcelona Nézőszám: 60 295 Játékvezető: Adrián Cordero Vega (spanyol) |

| 2020. február 9. 21:00 (CET, UTC+01:00) |

| Real Betis                      | 2–3               | Barcelona                                 |
| ------------------------------- | ----------------- | ----------------------------------------- |
| Canales 6' (11-esből) Fekir 26' | (2–2) Jegyzőkönyv | F. de Jong 9' Sergio 45+3' C. Lenglet 72' |

| Benito Villamarín, Sevilla Nézőszám: 54 526 Játékvezető: José María Sánchez Martínez (spanyol) |

| 2020. február 15. 16:00 (CET, UTC+01:00) |

| Barcelona                    | 2–1               | Getafe    |
| ---------------------------- | ----------------- | --------- |
| Griezmann 33' S. Roberto 39' | (2–0) Jegyzőkönyv | Ángel 66' |

| Camp Nou, Barcelona Nézőszám: 78 814 Játékvezető: Guillermo Cuadra Fernández (spanyol) |

| 2020. február 22. 16:00 (CET, UTC+01:00) |

| Barcelona                           | 5–0             | Eibar |
| ----------------------------------- | --------------- | ----- |
| L. Messi 14' 37' 40' 87' Arthur 89' | (–) Jegyzőkönyv |       |

| Camp Nou, Barcelona Nézőszám: 66 970 Játékvezető: César Soto Grado (spanyol) |

### Március
| 2020. március 1. 21:00 (CET, UTC+01:00, El Clásico) |

| Real Madrid                | 2–0               | Barcelona |
| -------------------------- | ----------------- | --------- |
| Vinícius 71' Mariano 90+2' | (0–0) Jegyzőkönyv |           |

| Santiago Bernabéu, Madrid Nézőszám: 78 357 Játékvezető: Antonio Mateu Lahoz (spanyol) |

| 2020. március 7. 18:30 (CET, UTC+01:00) |

| Barcelona               | 1–0               | Sociedad |
| ----------------------- | ----------------- | -------- |
| L. Messi 81' (11-esből) | (1–0) Jegyzőkönyv |          |

| Camp Nou, Barcelona Nézőszám: 77 035 Játékvezető: Juan Martínez Munuera (spanyol) |

### Június
| 2020. július 13. 22:00, a SARS-CoV-2 nevű humán koronavírus pandémiát okozott, azaz világjárványá vált, és a megelőzés céljából felfüggesztették a bajnokságot.(elhalasztott) |

| Mallorca | 0 – 4           | Barcelona                                           |
| -------- | --------------- | --------------------------------------------------- |
|          | (–) Jegyzőkönyv | 2' Vidal 37' Braithwaite 79' Jordi Alba 90+3' Messi |

| Son Moix, Palma Játékvezető: Carlos del Cerro Grande |

| 2020. június 16. 22:00, a (elhalasztott) |

| Barcelona                     | 2 – 0           | Leganés |
| ----------------------------- | --------------- | ------- |
| Fati 42' Messi 69' (11-esből) | (–) Jegyzőkönyv |         |

| Camp Nou, Barcelona Játékvezető: Juan Martínez Munuera |

| 2020. június 19. 22:00 |

| Sevilla | 0 – 0           | Barcelona |
| ------- | --------------- | --------- |
|         | (–) Jegyzőkönyv |           |

| Ramón Sánchez-Pizjuán, Sevilla Játékvezető: José Luis González González |

| 2020. június 23. 22:00 |

| Barcelona   | 1 – 0           | Athletic Bilbao |
| ----------- | --------------- | --------------- |
| Rakitić 71' | (–) Jegyzőkönyv |                 |

| Camp Nou, Barcelona Játékvezető: Jesús Gil Manzano |

| 2020. június 27. 17:00 |

| Celta Vigo            | 2 – 2           | Barcelona      |
| --------------------- | --------------- | -------------- |
| Szmolov 50' Aspas 88' | (–) Jegyzőkönyv | 20' 67' Suárez |

| Balaídos, Vigo Játékvezető: Guillermo Cuadra Fernández |

| 2020. június 30. 22:00 |

| Barcelona                      | 2 – 2           | Atlético Madrid         |
| ------------------------------ | --------------- | ----------------------- |
| Costa 11' Messi 50' (11-esből) | (–) Jegyzőkönyv | 19' 62' (11-esből) Saúl |

| Camp Nou, Barcelona Játékvezető: Alejandro Hernández Hernández |

### Július
| 2020. július 5. 22:00 |

| Villarreal | 1 – 4           | Barcelona                                   |
| ---------- | --------------- | ------------------------------------------- |
| Gerard 14' | (–) Jegyzőkönyv | 3' Torres 20' Suárez 45' Fati 86' Griezmann |

| Estadio El Madrigal, Vila-real Játékvezető: Carlos del Cerro Grande |

| 2020. július 8. 22:00 |

| Barcelona  | 1 – 0           | Espanyol |
| ---------- | --------------- | -------- |
| Suárez 56' | (–) Jegyzőkönyv |          |

| Camp Nou, Barcelona Játékvezető: José Luis Munuera Montero |

| 2020. július 11. 19:30 |

| Valladolid | 0 – 1           | Barcelona |
| ---------- | --------------- | --------- |
|            | (–) Jegyzőkönyv | 15' Vidal |

| José Zorrilla, Valladolid Játékvezető: Antonio Mateu Lahoz |

| 2020. július 16. 21:00 |

| Barcelona | 1 – 2           | Osasuna                 |
| --------- | --------------- | ----------------------- |
| Messi 62' | (–) Jegyzőkönyv | 15' Arnaiz 90+4' Torres |

| Camp Nou, Barcelona Játékvezető: José María Sánchez Martínez |

| 2020. július 19. 17:00 |

| Alavés | 0 – 5           | Barcelona                                    |
| ------ | --------------- | -------------------------------------------- |
|        | (–) Jegyzőkönyv | 24' Fati 34' 75' Messi 44' Suárez 57' Semedo |

| Mendizorrotza Stadion, Vitoria-Gasteiz Játékvezető: Juan Martínez Munuera |

## Spanyol kupa

### A legjobb 32 között
| 2020. január 22. 19:00 |

| Ibiza      | 1 – 2 | Barcelona          |
| ---------- | ----- | ------------------ |
| Caballe 9' | (–)   | 72' 90+4'Griezmann |

| Estadi Municipal de Can Misses, Ibiza Nézőszám: 6 500 Játékvezető: Pablo González Fuertes |

### A legjobb 16 között
| 2020. január 30. 19:00 |

| Barcelona                                         | 5 – 0 | Leganés |
| ------------------------------------------------- | ----- | ------- |
| Griezmann 4' Lenglet 27' Messi 59' 89' Arthur 77' | (–)   |         |

| Camp Nou, Barcelona Nézőszám: 43 216 Játékvezető: Guillermo Cuadra Fernández |

### Negyeddöntő
| 2020. február 6. 21:00 |

| Athletic Bilbao | 1 – 0 | Barcelona |
| --------------- | ----- | --------- |
| Busquets 90+3'  | (–)   |           |

| San Mamés, Bilbao Nézőszám: 49 154 Játékvezető: Juan Martínez Munuera |

## Spanyol szuperkupa

### Elődöntő
| 2020. január 9. 22:00 |

| Barcelona               | 2 – 3 | Atlético Madrid                           |
| ----------------------- | ----- | ----------------------------------------- |
| Messi 51' Griezmann 62' | (–)   | 46' Koke 82' (11-esből) Morata 86' Correa |

| King Abdullah Sports City, Dzsidda, Szaúd-Arábia Nézőszám: 58 410 Játékvezető: José Luis González González |

## Bajnokok Ligája

### Csoportkör
F csoport
| Hely. | Csapat            | M | Gy | D | V | G+ | G– | Gk | P  | Továbbjutás                                |  | BAR | DOR | INT | SLP |
| ----- | ----------------- | - | -- | - | - | -- | -- | -- | -- | ------------------------------------------ |  | --- | --- | --- | --- |
| 1.    | FC Barcelona      | 6 | 4  | 2 | 0 | 9  | 4  | +5 | 14 | Továbbjutott az egyenes kieséses szakaszba |  | —   | 3–1 | 2–1 | 0–0 |
| 2.    | Borussia Dortmund | 6 | 3  | 1 | 2 | 8  | 8  | 0  | 10 | Továbbjutott az egyenes kieséses szakaszba |  | 0–0 | —   | 3–2 | 2–1 |
| 3.    | Internazionale    | 6 | 2  | 1 | 3 | 10 | 9  | +1 | 7  | Átkerült az Európa-ligába                  |  | 1–2 | 2–0 | —   | 1–1 |
| 4.    | Slavia Praha      | 6 | 0  | 2 | 4 | 4  | 10 | −6 | 2  |                                            |  | 1–2 | 0–2 | 1–3 | —   |

| 2019. szeptember 17. 21:00 |

| Dortmund | 0 – 0           | Barcelona |
| -------- | --------------- | --------- |
|          | (–) Jegyzőkönyv |           |

| Signal Iduna Park, Dortmund, Németország Nézőszám: 66 099 Játékvezető: Ovidiu Hațegan (román) |

| B. Dortmund | Barcelona |

A mérkőzés statisztikái
| Dortmund | Teljes mérkőzés      | Barcelona |
| -------- | -------------------- | --------- |
| 40 (%)   | Labdabirtoklás       | 60 (%)    |
| 0        | Gól                  | 0         |
| 2        | Sárga lap            | 3         |
| 0        | Piros lap            | 0         |
| 3        | Szöglet              | 8         |
| 2        | Les                  | 0         |
| 13       | Lövés                | 7         |
| 4        | Kaput eltalált lövés | 1         |
| 456      | Összes passzok       | 662       |
| 86 (%)   | Passz hatékonyság    | 87 (%)    |
| 11       | Szabálytalanságok    | 10        |

| 2019. október 2. 21:00 |

| FC Barcelona   | 2–1               | Internazionale |
| -------------- | ----------------- | -------------- |
| Suárez 58' 84' | (0–1) Jegyzőkönyv | Martínez 3'    |

| Camp Nou, Barcelona Játékvezető: Damir Skomina (szlovén) |

| 2019. október 23. 21:00 |

| Slavia Praha | 1–2               | FC Barcelona                  |
| ------------ | ----------------- | ----------------------------- |
| Bořil 50'    | (0–1) Jegyzőkönyv | Messi 3' Olayinka 57' (öngól) |

| Sinobo Stadion, Prága Játékvezető: Bobby Madden (skót) |

| 2019. november 5. 18:55 |

| FC Barcelona | 0–0         | Slavia Praha |
| ------------ | ----------- | ------------ |
|              | Jegyzőkönyv |              |

| Camp Nou, Barcelona Játékvezető: Michael Oliver (angol) |

| 2019. november 27. 21:00 |

| FC Barcelona                       | 3–1               | Borussia Dortmund |
| ---------------------------------- | ----------------- | ----------------- |
| Suárez 29' Messi 33' Griezmann 67' | (2–0) Jegyzőkönyv | Sancho 77'        |

| Camp Nou, Barcelona Játékvezető: Clément Turpin (francia) |

| 2019. december 10. 21:00 |

| Internazionale | 1–2               | FC Barcelona       |
| -------------- | ----------------- | ------------------ |
| Lukaku 44'     | (1–1) Jegyzőkönyv | Pérez 23' Fati 86' |

| San Siro, Milánó Játékvezető: Björn Kuipers (holland) |

### Nyolcaddöntők
| 2020. február 25. 21:00 |

| SSC Napoli  | 1–1               | FC Barcelona  |
| ----------- | ----------------- | ------------- |
| Mertens 30' | (1–0) Jegyzőkönyv | Griezmann 57' |

| San Paolo stadion, Nápoly Játékvezető: Felix Brych (német) |

| 2020. augusztus 8. 21:00 |

| FC Barcelona                                  | 3–1               | SSC Napoli    |
| --------------------------------------------- | ----------------- | ------------- |
| Lenglet 10' Messi 23' Suárez 45+1' (11-esből) | (2–1) Jegyzőkönyv | Insigne 45+5' |

| Camp Nou, Barcelona Játékvezető: Cüneyt Çakır (török) |

### Negyeddöntők
| 2020. augusztus 14. 21:00 |

| FC Barcelona        | 2 – 8               | FC Bayern München                                                                 |
| ------------------- | ------------------- | --------------------------------------------------------------------------------- |
| Alaba 7' Suárez 57' | (1 – 4) Jegyzőkönyv | Müller 4' 31' Perišić 22' Gnabry 27' Kimmich 63' Lewandowski 63' Coutinho 85' 89' |

| Estádio da Luz, Lisszabon, Portugália Játékvezető: Damir Skomina (szlovén) |

## Keret információk

### Kezdő tizenegy
Csak a tétmérkőzések statisztikái alapján:
Formáció: 4-3-3

### Játékoskeret
2019. szeptember 2-án lett frissítve:
| Mezszám       | Név                   | Nemzet   | Posztok     | Szül. év (kor)                | átigazolás éve | átigazolás vége | Megjegyzés:                                                                                                  |         |         |
| Kapusok       | Kapusok               | Kapusok  | Kapusok     | Kapusok                       | Kapusok        | Kapusok         | Kapusok | Kapusok | Kapusok |
| ------------- | --------------------- | -------- | ----------- | ----------------------------- | -------------- | --------------- | --- | ------- | ------- |
| 1             | Marc-André ter Stegen | német    | kapus       | 1992. április 30. (32 éves)   | 2014           | 2022            | átigazolás összege: 12 Millió €                                                                              |         |         |
| 13            | Neto                  | brazil   | kapus       | 1989. július 19. (35 éves)    | 2019           | 2023            | átigazolás összege: 26 Millió €, második állampolgárság: Olasz                                               |         |         |
| Védők         |                       |          |             |                               |                |                 | |         |         |
| 2             | Nélson Semedo         | portugál | hátvéd      | 1993. november 16. (31 éves)  | 2017           | 2021            | átigazolás összege: 30 Millió €                                                                              |         |         |
| 3             | Gerard Piqué          | spanyol  | hátvéd      | 1987. február 2. (38 éves)    | 2008           | 2022            | átigazolás összege: 5 Millió € 2. csapatkapitány-helyettes eredetileg az utánpótlás rendszerből került a fel |         |         |
| 6             | Jean-Clair Todibo     | francia  | hátvéd      | 1999. december 30. (25 éves)  | 2019           | 2023            | átigazolás összege: 1 Millió €                                                                               |         |         |
| 15            | Clément Lenglet       | francia  | hátvéd      | 1995. június 17. (29 éves)    | 2018           | 2023            | átigazolás összege: 35,9 Millió €                                                                            |         |         |
| 16            | Moussa Wagué          | szenegál | hátvéd      | 1998. október 4. (26 éves)    | 2019           | 2023            | az utánpotlás rendszerből került fel, 5 Millió €                                                             |         |         |
| 18            | Jordi Alba            | spanyol  | hátvéd      | 1989. március 21. (35 éves)   | 2012           | 2024            | átigazolás összege: 14 Millió € eredetileg az utánpótlás rendszerből került a fel                            |         |         |
| 20            | Sergi Roberto         | spanyol  | hátvéd      | 1992. február 7. (33 éves)    | 2010           | 2022            | átigazolás összege: 3. csapatkapitány-helyettes eredetileg az utánpótlás rendszerből került a fel            |         |         |
| 23            | Samuel Umtiti         | francia  | hátvéd      | 1993. november 14. (31 éves)  | 2016           | 2023            | átigazolás összege: 25 Millió €                                                                              |         |         |
| Középpályások |                       |          |             |                               |                |                 | |         |         |
| 4             | Ivan Rakitić          | horvát   | középpályás | 1988. március 10. (37 éves)   | 2014           | 2021            | átigazolás összege: 18 Millió €                                                                              |         |         |
| 5             | Sergio Busquets       | spanyol  | középpályás | 1988. július 16. (36 éves)    | 2008           | 2023            | átigazolás összege: 18 Millió € csapatkapitány-helyettes eredetileg az utánpótlás rendszerből került fel     |         |         |
| 8             | Arthur                | brazil   | középpályás | 1996. augusztus 12. (28 éves) | 2018           | 2024            | átigazolás összege: 31 Millió €                                                                              |         |         |
| 19            | Carles Aleñá          | spanyol  | középpályás | 1998. január 5. (27 éves)     | 2016           | 2022            | az utánpótlás rendszerből került fel                                                                         |         |         |
| 22            | Arturo Vidal          | chilei   | középpályás | 1987. május 22. (37 éves)     | 2018           | 2021            | átigazolás összege: 18 Millió €                                                                              |         |         |
| 21            | Frenkie de Jong       | holland  | középpályás | 1997. május 12. (27 éves)     | 2019           | 2024            | átigazolás összege: 75 Millió €                                                                              |         |         |
| Csatárok      |                       |          |             |                               |                |                 | |         |         |
| 9             | Luis Suárez           | uruguayi | csatár      | 1987. január 24. (38 éves)    | 2014           | 2021            | átigazolás összege: 81 Millió €                                                                              |         |         |
| 10            | Lionel Messi          | argentin | csatár      | 1987. június 24. (37 éves)    | 2004           | 2024            | csapatkapitány az utánpótlás rendszerből került fel                                                          |         |         |
| 11            | Ousmane Dembélé       | francia  | csatár      | 1997. május 15. (27 éves)     | 2017           | 2021            | átigazolás összege: 105 Millió €                                                                             |         |         |
| 17            | Antoine Griezmann     | francia  | csatár      | 1991. március 21. (33 éves)   | 2019           | 2023            | átigazolás összege: 120 Millió €                                                                             |         |         |

#### Kölcsönben
| # |     | Poszt | Név                                                                     |
| - | --- | ----- | ----------------------------------------------------------------------- |
| — | BRA | V     | Emerson (kölcsönben a Real Betis-nél 2020. június 30-ig)                |
| — | ESP | V     | Marc Cucurella (kölcsönben a Getafe-nél 2020. június 30-ig)             |
| — | TUR | KP    | Arda Turan (kölcsönben a İstanbul Başakşehir FK-nál 2020. június 30-ig) |
| — | BRA | KP    | Philippe Coutinho (kölcsönben a Bayern München-nél 2020. június 30-ig)  |
| — | BRA | KP    | Rafinha (kölcsönben a Celta Vigo-nál 2020. június 30-ig)                |

## Végeredmény
| Hely. | Csapat          | M  | Gy | D  | V  | G+ | G– | Gk  | P  | Továbbjutás vagy kiesés      |
| ----- | --------------- | -- | -- | -- | -- | -- | -- | --- | -- | ---------------------------- |
| 1.    | Real Madrid (B) | 38 | 26 | 9  | 3  | 70 | 25 | +45 | 87 | Bajnokok Ligája-csoportkör   |
| 2.    | Barcelona (C)   | 38 | 25 | 7  | 6  | 86 | 38 | +48 | 82 | Bajnokok Ligája-csoportkör   |
| 3.    | Atlético Madrid | 38 | 18 | 16 | 4  | 51 | 27 | +24 | 70 | Bajnokok Ligája-csoportkör   |
| 4.    | Sevilla         | 38 | 19 | 13 | 6  | 54 | 34 | +20 | 70 | Bajnokok Ligája-csoportkör   |
| 5.    | Villarreal      | 38 | 18 | 6  | 14 | 63 | 49 | +14 | 60 | Európa-liga-csoportkör       |
| 6.    | Real Sociedad   | 38 | 16 | 8  | 14 | 56 | 48 | +8  | 56 | Európa-liga, 2. selejtezőkör |
| 7.    | Granada         | 38 | 16 | 8  | 14 | 52 | 45 | +7  | 56 |                              |
| 8.    | Getafe          | 38 | 14 | 12 | 12 | 43 | 37 | +6  | 54 |                              |
| 9.    | Valencia        | 38 | 14 | 11 | 13 | 46 | 53 | −7  | 53 |                              |
| 10.   | Osasuna         | 38 | 13 | 13 | 12 | 46 | 54 | −8  | 52 |                              |
| 11.   | Athletic Bilbao | 38 | 13 | 12 | 13 | 41 | 38 | +3  | 51 |                              |
| 12.   | Levante         | 38 | 14 | 7  | 17 | 47 | 53 | −6  | 49 |                              |
| 13.   | Valladolid      | 38 | 9  | 15 | 14 | 32 | 43 | −11 | 42 |                              |
| 14.   | Eibar           | 38 | 11 | 9  | 18 | 39 | 56 | −17 | 42 |                              |
| 15.   | Real Betis      | 38 | 10 | 11 | 17 | 48 | 60 | −12 | 41 |                              |
| 16.   | Alavés          | 38 | 10 | 9  | 19 | 34 | 59 | −25 | 39 |                              |
| 17.   | Celta Vigo      | 38 | 7  | 16 | 15 | 37 | 49 | −12 | 37 |                              |
| 18.   | Leganés (K)     | 38 | 8  | 12 | 18 | 30 | 51 | −21 | 36 | Segunda División             |
| 19.   | Mallorca (K)    | 38 | 9  | 6  | 23 | 40 | 65 | −25 | 33 | Segunda División             |
| 20.   | Espanyol (K)    | 38 | 5  | 10 | 23 | 27 | 58 | −31 | 25 | Segunda División             |

## Statisztika
| Kiírás             | Statisztikák | Statisztikák | Statisztikák | Statisztikák | Statisztikák | Statisztikák | Statisztikák | Kezdő forduló/ helyezés | Végső forduló/ helyezés | Mérkőzések dátumai   | Mérkőzések dátumai | Mérkőzések dátumai |
| Kiírás             | M            | GY           | D            | V            | LG–KG        | GK           | Gy %         | Kezdő forduló/ helyezés | Végső forduló/ helyezés | Első                 | Utolsó             | Következő          |
| ------------------ | ------------ | ------------ | ------------ | ------------ | ------------ | ------------ | ------------ | ----------------------- | ----------------------- | -------------------- | ------------------ | ------------------ |
| La Liga            | 38           | 25           | 07           | 06           | 86 – 38      | +48          | 65.79        | 16.                     | 2.                      | 2019. augusztus 16.  | 2020. július 19.   |                    |
| Spanyol kupa       | 03           | 02           | 0            | 01           | 7 – 2        | +5           | 66.67%       | (legjobb 32)            | Negyeddöntős            | 2020. január 22.     | 2020. február 6.   |                    |
| Spanyol szuperkupa | 01           | 0            | 0            | 01           | 2 – 3        | −1           | 0.00%        | Elődöntős               | Elődöntős               | 2020. január 9.      | 2020. január 9.    |                    |
| Bajnokok ligája    | 09           | 05           | 03           | 01           | 15 – 14      | +1           | 55.56%       | Csoportkör              | Negyeddöntős            | 2019. szeptember 17. | 2020. augusztus 14 |                    |
| Összesen           | 51           | 032          | 010          | 09           | 110 – 57     | +53          | 41.18        | –                       | –                       | –                    | –                  | –                  |

| Összesen | Összesen | Összesen | Összesen | Összesen | Összesen | Összesen | Otthon | Otthon | Otthon | Otthon | Otthon  | Otthon | Otthon | Idegenben | Idegenben | Idegenben | Idegenben | Idegenben | Idegenben | Idegenben |
| M        | GY       | D        | V        | LG–KG    | GK       | P        | M      | GY     | D      | V      | LG–KG   | GK     | P      | M         | GY        | D         | V         | LG–KG     | GK        | P         |
| -------- | -------- | -------- | -------- | -------- | -------- | -------- | ------ | ------ | ------ | ------ | ------- | ------ | ------ | --------- | --------- | --------- | --------- | --------- | --------- | --------- |
| 38       | 25       | 7        | 6        | 86 – 38  | +48      | 82       | 19     | 16     | 2      | 1      | 52 – 16 | +36    | 50     | 18        | 9         | 5         | 5         | 34 – 22   | +12       | 32        |

### Helyezések fordulónként
| Forduló  | 1  | 2  | 3 | 4  | 5 | 6  | 7  | 8  | 9  | 10 | 11 | 12 | 13 | 14 | 15 | 16 | 17 | 18 | 19 | 20 | 21 | 22 | 23 | 24 | 25 | 26 | 27 | 28 | 29 | 30 | 31 | 32 | 33 | 34 | 35 | 36 | 37 | 38 |
| -------- | -- | -- | - | -- | - | -- | -- | -- | -- | -- | -- | -- | -- | -- | -- | -- | -- | -- | -- | -- | -- | -- | -- | -- | -- | -- | -- | -- | -- | -- | -- | -- | -- | -- | -- | -- | -- | -- |
| Helyszín | I  | O  | I | O  | I | O  | I  | O  | I  | O  | I  | O  | I  | I  | O  | I  | O  | O  | I  | O  | I  | O  | I  | O  | O  | I  | O  | I  | O  | I  | O  | I  | O  | I  | O  | I  | O  | I  |
| Eredmény | V  | GY | D | GY | V | GY | GY | GY | GY | GY | V  | GY | GY | GY | GY | D  | D  | GY | D  | GY | V  | GY | GY | GY | GY | V  | GY | GY | GY | D  | GY | D  | D  | GY | GY | GY | V  | GY |
| Helyezés | 16 | 9  | 8 | 5  | 8 | 6  | 4  | 2. | 1. | 1. | 1. | 1. | 1. | 1. | 1. | 1. | 1. | 1. | 1. | 1. | 2. | 2. | 2. | 2. | 1. | 2. | 1. | 1. | 1. | 2. | 2. | 2. | 2. | 2. | 2. | 2. | 2. | 2. |

Helyszín: O = Otthon; I = Idegenben. Eredmény: GY = Győzelem; D = Döntetlen; V = Vereség.
A csapat helyezései fordulónként, idővonalon ábrázolva.

### Keret statisztika
Legutóbb 2020. augusztus 8-án lett frissítve.
| 1                              | GK | Marc-André ter Stegen | 36 | 0  | 2 | 0 | 7 | 0 | 0 | 0 | 45 | 0  |
| 2                              | DF | Nélson Semedo         | 32 | 1  | 6 | 0 | 3 | 0 | 0 | 0 | 41 | 1  |
| 3                              | DF | Gerard Piqué          | 35 | 1  | 6 | 0 | 2 | 0 | 1 | 0 | 44 | 1  |
| 4                              | DF | Ivan Rakitić          | 31 | 1  | 7 | 0 | 3 | 0 | 1 | 0 | 42 | 1  |
| 5                              | DF | Sergio Busquets       | 33 | 2  | 6 | 0 | 2 | 0 | 1 | 0 | 42 | 2  |
| 8                              | MF | Arthur                | 21 | 3  | 4 | 0 | 1 | 0 | 0 | 0 | 28 | 4  |
| 9                              | FW | Luis Suárez           | 28 | 16 | 6 | 4 | 0 | 0 | 1 | 0 | 35 | 20 |
| 10                             | FW | Lionel Messi          | 33 | 25 | 7 | 3 | 2 | 2 | 1 | 1 | 43 | 31 |
| 11                             | FW | Ousmane Dembélé       | 5  | 1  | 4 | 0 | 0 | 0 | 0 | 0 | 9  | 1  |
| 13                             | GK | Neto                  | 2  | 0  | 1 | 0 | 1 | 0 | 1 | 0 | 5  | 0  |
| 15                             | DF | Clément Lenglet       | 28 | 2  | 8 | 1 | 3 | 1 | 0 | 0 | 39 | 4  |
| 17                             | FW | Antoine Griezmann     | 35 | 9  | 8 | 2 | 3 | 3 | 1 | 1 | 47 | 15 |
| 18                             | DF | Jordi Alba            | 27 | 2  | 4 | 0 | 3 | 0 | 1 | 0 | 35 | 2  |
| 20                             | MF | Sergi Roberto         | 30 | 1  | 5 | 0 | 2 | 0 | 1 | 0 | 38 | 1  |
| 21                             | MF | Frenkie de Jong       | 29 | 2  | 8 | 0 | 3 | 0 | 1 | 0 | 41 | 2  |
| 22                             | MF | Arturo Vidal          | 33 | 8  | 6 | 0 | 2 | 0 | 1 | 0 | 42 | 8  |
| 23                             | DF | Samuel Umtiti         | 13 | 0  | 3 | 0 | 1 | 0 | 1 | 0 | 18 | 0  |
| 24                             | DF | Junior Firpo          | 17 | 1  | 4 | 0 | 2 | 0 | 0 | 0 | 23 | 1  |
| 28                             | MF | Riqui Puig            | 11 | 0  | 0 | 0 | 1 | 0 | 0 | 0 | 12 | 0  |
| 30                             | MF | Álex Collado          | 1  | 0  | 0 | 0 | 0 | 0 | 0 | 0 | 1  | 0  |
| 31                             | FW | Ansu Fati             | 24 | 7  | 4 | 1 | 3 | 0 | 1 | 0 | 32 | 8  |
| 33                             | DF | Ronald Araújo         | 6  | 0  | 0 | 0 | 0 | 0 | 0 | 0 | 6  | 0  |
| Már nem tagja az idei keretnek |    |                       |    |    |   |   |   |   |   |   |    |    |
| 6                              | DF | Jean-Clair Todibo     | 2  | 0  | 1 | 0 | 0 | 0 | 0 | 0 | 3  | 0  |
| 16                             | DF | Moussa Wagué          | 1  | 0  | 2 | 0 | 0 | 0 | 0 | 0 | 3  | 0  |
| 19                             | MF | Carles Aleñá          | 4  | 0  | 1 | 0 | 0 | 0 | 0 | 0 | 5  | 0  |
| 27                             | FW | Carles Pérez          | 10 | 1  | 1 | 1 | 1 | 0 | 0 | 0 | 12 | 2  |
| 12                             | MF | Rafinha               | 3  | 0  | 0 | 0 | 0 | 0 | 0 | 0 | 3  | 0  |

### Góllövőlista
2020. augusztus 8-án lett frissítve
| #        | Poszt       | Nemzet        | Név                | La Liga | Bajnokok ligája | Spanyol kupa | Spanyol szuperkupa | Összesen |
| -------- | ----------- | ------------- | ------------------ | ------- | --------------- | ------------ | ------------------ | -------- |
| 10       | CS          | Argentína     | Lionel Messi       | 25      | 3               | 2            | 1                  | 31       |
| 9        | CS          | Uruguay       | Luis Suárez        | 16      | 4               | 0            | 0                  | 20       |
| 17       | CS          | Franciaország | Antoine Griezmann  | 9       | 2               | 3            | 1                  | 15       |
| 22       | középpályás | Chile         | Arturo Vidal       | 8       | 0               | 0            | 0                  | 8        |
| 31       | CS          | Spanyolország | Ansu Fati          | 7       | 1               | 0            | 0                  | 8        |
| 8        | középpályás | Brazília      | Arthur             | 3       | 0               | 1            | 0                  | 4        |
| 15       | hátvéd      | Franciaország | Clément Lenglet    | 2       | 1               | 1            | 0                  | 4        |
| 5        | középpályás | Spanyolország | Sergio Busquets    | 2       | 0               | 0            | 0                  | 2        |
| 18       | hátvéd      | Spanyolország | Jordi Alba         | 2       | 0               | 0            | 0                  | 2        |
| 21       | középpályás | Hollandia     | Frenkie de Jong    | 2       | 0               | 0            | 0                  | 2        |
| 27       | CS          | Spanyolország | Carles Pérez       | 1       | 1               | 0            | 0                  | 2        |
| 2        | hátvéd      | Portugália    | Nélson Semedo      | 1       | 0               | 0            | 0                  | 1        |
| 3        | hátvéd      | Spanyolország | Gerard Piqué       | 1       | 0               | 0            | 0                  | 1        |
| 4        | középpályás | Horvátország  | Ivan Rakitić       | 1       | 0               | 0            | 0                  | 1        |
| 11       | CS          | Franciaország | Ousmane Dembélé    | 1       | 0               | 0            | 0                  | 1        |
| 19       | CS          | Dánia         | Martin Braithwaite | 1       | 0               | 0            | 0                  | 1        |
| 20       | középpályás | Spanyolország | Sergi Roberto      | 1       | 0               | 0            | 0                  | 1        |
| 24       | hátvéd      | Spanyolország | Junior Firpo       | 1       | 0               | 0            | 0                  | 1        |
| Öngólok  | Öngólok     | Öngólok       | Öngólok            | 2       | 1               | 0            | 0                  | 3        |
| Összesen | Összesen    | Összesen      | Összesen           | 86      | 13              | 7            | 2                  | 108      |

### Mesterhármasok
| Játékos       | Klub      | Ellenfél   | Végeredmény | Dátum             | Forduló |
| ------------- | --------- | ---------- | ----------- | ----------------- | ------- |
| Lionel Messi  | Barcelona | Celta Vigo | 4–1 (o)     | 2019. november 9. | 13      |
| Lionel Messi  | Barcelona | Mallorca   | 5–2 (o)     | 2019. december 7. | 16      |
| Lionel Messi4 | Barcelona | Eibar      | 5–0 (o)     | 2020. február 22. | 25      |

4 – A játékos 4 gólt szerzett.

### Gólpasszok
2019. szeptember 24-én lett frissítve
| Mezszám | Poz.               | Nemzet        | Név           | La Liga | Bajnokok Ligája | Copa del Rey | Összesen |
| ------- | ------------------ | ------------- | ------------- | ------- | --------------- | ------------ | -------- |
| 31      | csatár             | Bissau-Guinea | Ansu Fati     | 2       | 0               | 0            | 2        |
| 8       | középpályás        | Brazília      | Arthur        | 2       | 0               | 0            | 2        |
| 20      | hátvéd/középpályás | Spanyolország | Sergi Roberto | 2       | 0               | 0            | 2        |
| 27      | Középpályás        | Spanyolország | Carles Pérez  | 1       | 0               | 0            | 1        |
| 18      | hátvéd             | Spanyolország | Jordi Alba    | 1       | 0               | 0            | 1        |
| 22      | középpályás        | Chile         | Arturo Vidal  | 1       | 0               | 0            | 1        |
| 17      | csatár             | Franciaország | Griezmann     | 1       | 0               | 0            | 1        |
| 21      | középpályás        | Hollandia     | F. De Jong    | 1       | 0               | 0            | 1        |
| 10      | csatár             | Argentína     | Messi         | 1       | 0               | 0            | 1        |
| 5       | középpályás        | Spanyolország | Busquets      | 1       | 0               | 0            | 1        |

### Lapok
2019. szeptember 24-én lett frissítve.
| #        | Nemz.         | Játékos    | Poszt       | La Liga   | La Liga                              | La Liga   | BL        | BL                                   | BL        | CdR       | CdR                                  | CdR       | Egyéb     | Egyéb                                | Egyéb     | Összesen  | Összesen                             | Összesen  |
| #        | Nemz.         | Játékos    | Poszt       | Sárga lap | sárga lap · 2. sárga lap · kiállítva | kiállítva | Sárga lap | sárga lap · 2. sárga lap · kiállítva | kiállítva | Sárga lap | sárga lap · 2. sárga lap · kiállítva | kiállítva | Sárga lap | sárga lap · 2. sárga lap · kiállítva | kiállítva | Sárga lap | sárga lap · 2. sárga lap · kiállítva | kiállítva |
| -------- | ------------- | ---------- | ----------- | --------- | ------------------------------------ | --------- | --------- | ------------------------------------ | --------- | --------- | ------------------------------------ | --------- | --------- | ------------------------------------ | --------- | --------- | ------------------------------------ | --------- |
| 3        | Spanyolország | Piqué      | hátvéd      | 4         | 0                                    | 0         | 1         | 0                                    | 0         | 0         | 0                                    | 0         | 0         | 0                                    | 0         | 5         | 0                                    | 0         |
| 20       | Spanyolország | S. Roberto | középpályás | 2         | 0                                    | 0         | 0         | 0                                    | 0         | 0         | 0                                    | 0         | 0         | 0                                    | 0         | 2         | 0                                    | 0         |
| 15       | Franciaország | C. Lenglet | hátvéd      | 1         | 0                                    | 0         | 0         | 0                                    | 0         | 0         | 0                                    | 0         | 0         | 0                                    | 0         | 1         | 0                                    | 0         |
| 21       | Hollandia     | F. De Jong | középpályás | 1         | 0                                    | 0         | 0         | 0                                    | 0         | 0         | 0                                    | 0         | 0         | 0                                    | 0         | 1         | 0                                    | 0         |
| 18       | Spanyolország | J. Alba    | hátvéd      | 1         | 0                                    | 0         | 0         | 0                                    | 0         | 0         | 0                                    | 0         | 0         | 0                                    | 0         | 1         | 0                                    | 0         |
| 2        | Portugália    | N. Semedo  | hátvéd      | 0         | 0                                    | 0         | 1         | 0                                    | 0         | 0         | 0                                    | 0         | 0         | 0                                    | 0         | 1         | 0                                    | 0         |
| 4        | Horvátország  | I. Rakitić | középpályás | 0         | 0                                    | 0         | 1         | 0                                    | 0         | 0         | 0                                    | 0         | 0         | 0                                    | 0         | 1         | 0                                    | 0         |
| 9        | Uruguay       | L. Suárez  | csatár      | 1         | 0                                    | 0         | 0         | 0                                    | 0         | 0         | 0                                    | 0         | 0         | 0                                    | 0         | 1         | 0                                    | 0         |
| 5        | Spanyolország | Busquets   | középpályás | 1         | 0                                    | 0         | 0         | 0                                    | 0         | 0         | 0                                    | 0         | 0         | 0                                    | 0         | 1         | 0                                    | 0         |
| 17       | Franciaország | Griezmann  | csatár      | 1         | 0                                    | 0         | 0         | 0                                    | 0         | 0         | 0                                    | 0         | 0         | 0                                    | 0         | 1         | 0                                    | 0         |
| Összesen | Összesen      | Összesen   | Összesen    | 13        | 0                                    | 0         | 3         | 0                                    | 0         | 0         | 0                                    | 0         | 0         | 0                                    | 0         | 16        | 0                                    | 0         |

### Kapusteljesítmények
Az alábbi táblázatban a csapat kapusainak teljesítményét tüntettük fel.
A felkészülési mérkőzéseket nem vettük figyelembe.
2019. szeptember 24-én lett frissítve
| Helyezés | Kapus                 | Bajnokság        | Bajnokság         | Spanyol Kupa    | Spanyol Kupa      | Bajnokok Ligája | Bajnokok Ligája   | Összesen        | Összesen          |
| Helyezés | Kapus                 | Összes mérkőzést | Ebből gól nélküli | Összes mérkőzés | Ebből gól nélküli | Összes mérkőzés | Ebből gól nélküli | Összes mérkőzés | Ebből gól nélküli |
| -------- | --------------------- | ---------------- | ----------------- | --------------- | ----------------- | --------------- | ----------------- | --------------- | ----------------- |
| 1        | Marc-André ter Stegen | 6                | 0                 | 0               | 0                 | 1               | 1                 | 7               | 1                 |
| 2        | Neto                  | 0                | 0                 | 0               | 0                 | 0               | 0                 | 0               | 0                 |
|          |                       | 6                | 0                 | 0               | 0                 | 1               | 1                 | 7               | 1                 |

### Sérültek
Legutóbb 2019. szeptember 24-én lett frissítve
| #  | Poszt  | Nemzet   | Név     | Sérülés megnevezése | állapot  | jegyzet       | mérkőzés, edzés                                   | sérülés dátuma       | felépülés dátuma     |
| -- | ------ | -------- | ------- | ------------------- | -------- | ------------- | ------------------------------------------------- | -------------------- | -------------------- |
| 10 | csatár | argentin | Messi   | jobb vádlisérülése  | felépült | [ 27 ]        | a felkészülés során                               | 2019. augusztus 5.   | 2019. augusztus 21.  |
| 13 | kapus  | brazil   | Neto    | bal csukló törés    | felépült | [ 28 ]        | edzés közben                                      | 2019. augusztus 11.  | 2019. szeptember 13. |
| 9  | csatár | uruguayi | Suárez  | jobb vádlisérülése  | felépült | [ 29 ]        | az Athletic Bilbao elleni bajnoki mérkőzés közben | 2019. augusztus 16.  | 2019. szeptember 10. |
| 11 | csatár | francia  | Dembélé | bal combsérülése    | sérült   | [ 30 ] [ 31 ] | edzés közben                                      | 2019. augusztus 19.  |                      |
| 10 | csatár | argentin | Messi   | jobb vádlisérülése  | felépült | [ 32 ]        | edzés közben                                      | 2019. augusztus 28.  | 2019. szeptember 15. |
| 24 | hátvéd | spanyol  | Junior  | térdsérülés         | felépült | [ 33 ]        | edzés közben                                      | 2019. augusztus 31.  | 2019. szeptember 6.  |
| 23 | hátvéd | francia  | Umtiti  | lábközépcsont törés | sérült   | [ 34 ]        | edzés közben                                      | 2019. szeptember 13. |                      |
| 18 | hátvéd | spanyol  | J. Alba | bal combsérülés     | sérült   | [ 35 ]        | a Borussia Dortmund elleni BL mérkőzés közben     | 2019. szeptember 17. |                      |
| 10 | csatár | argentin | Messi   | bal vádli           | sérült   | [ 36 ]        | a Villarreal elleni bajnoki mérkőzés közben       | 2019. szeptember 24. |                      |

## Szakmai stáb
Frissítve: 2019. április 7-én:
| Beosztás           | Név                     |
| ------------------ | ----------------------- |
| Elnök              | Josep Maria Bartomeu    |
| Vezetőedző         | Ernesto Valverde        |
| Segédedző          | Jon Aspiazu             |
| Segédedző          | Joan Barbarà            |
| Erőnléti edző      | Antonio Gómez           |
| Erőnléti edző      | Edu Pons                |
| Erőnléti edző      | José Antonio Pozanco    |
| Kapusedző          | José Ramón de la Fuente |
| Gyógytornász       | Juanjo Brau             |
| Gyógytornász       | Xavi Linde              |
| Gyógytornász       | Xavi López              |
| Gyógytornász       | Jaume Munill            |
| Csapatorvos        | Ramón Canal             |
| Csapatorvos        | Daniel Medina           |
| Sportigazgató      | Jordi Mestre            |
| Technikai igazgató | Éric Abidal             |

## Pichichi-trófea

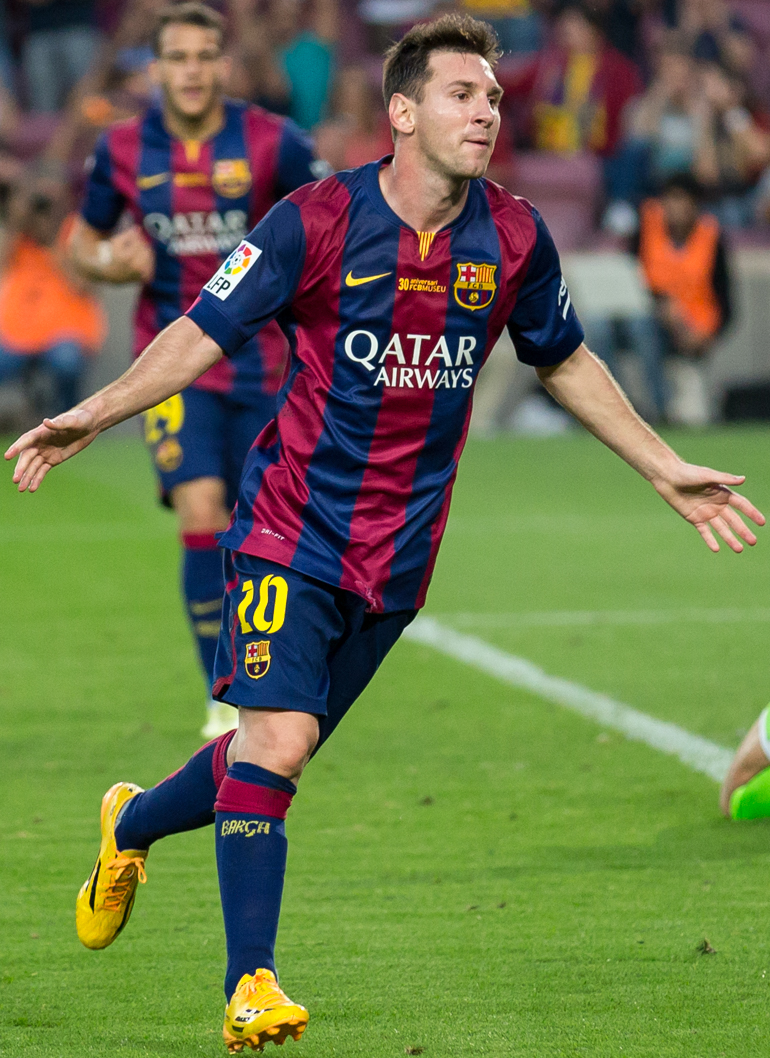
Lionel Messi aki legtöbbször nyerte el ezt a díjat (7 alkalommal).

| Név          | Gólok | Mérkőzés | Együttható |
| ------------ | ----- | -------- | ---------- |
| Lionel Messi | 25    | 33       | 0.758      |

## Hónap játékosa díj a La Ligában (LFP Awards – Monthly)
| Hónap         | Hónap játékosa | Hónap játékosa | Jegyzet |
| Hónap         | Nemzet         | Játékos        | Jegyzet |
| ------------- | -------------- | -------------- | ------- |
| 2019 november | argentin       | Lionel Messi   | [ 37 ]  |
| 2019 December | uruguayi       | Luis Suárez    | [ 38 ]  |
| 2020 február  | argentin       | Lionel Messi   | [ 39 ]  |